# Jacques Beurlet
Jacques Beurlet (Marche-en-Famenne, 1944. december 21. – 2020. szeptember 26.) belga válogatott labdarúgó.
A belga válogatott tagjaként részt vett az 1970-es világbajnokságon.

## Sikerei, díjai
Standard Liège
- Belga bajnok (4): 1963, 1969, 1970, 1971
- Belga kupa (2): 1966, 1967